# Himiltrude
Himiltrude, död efter 770, var Karl den stores konkubin eller första hustru, och mor till deras son Pippin puckelryggen. 

## Biografi
Himiltrudes bakgrund är okänd, men Paulus Diaconus beskrev henne som en medlem av adeln, och olika teorier har föreslagits. Det finns ingenting som tyder på att Karls förbindelse med henne var ett politiskt äktenskap. Det är okänt när hon inledde sin relation med Karl, men det skedde i varje fall långt innan Karl besteg tronen.
Det är oklart huruvida de var gifta eller inte. När Karl besteg tronen 768, nämns Himiltrude inte officiellt, något hon borde ha gjort om de var gifta, då Karls mor Bertrada av Laon, till skillnad från henne, nämns i offentliga dokument, och hon tycks därmed inte haft någon offentlig roll. Paulus Diaconus kallade deras son Pippin för utomäktenskaplig, samtidigt som påven Stefan III tydligen uppfattade att de var lagligt gifta. Frågan anses inte avgjord av moderna forskare.
Himiltrude och Karl fick en son, Pippin, omkring 770. Hilmtrude försköts då Karl år 770 gifte sig med Desiderata, dotter till langobardernas konung Desiderius. Efter detta nämns hon ingenstans. Det är möjligt att hon drog sig tillbaka till klostret i Nivelles, där kvarlevorna av en kvinna har återfunnits som har föreslagits vara henne. 